# STS-126
STS-126 foi uma missão da NASA com o ônibus espacial Endeavour, que deu continuidade a construção da Estação Espacial Internacional. Foi a 27ª missão para a ISS, e 124º voo de um Ônibus Espacial, também recebendo a denominação de missão ULF2. O lançamento estava previsto para o dia 16 de outubro, contudo a demora na entrega do tanque de combustível e o sucessivos adiamentos do lançamento da missão STS-125 postergou o início da missão para o dia 15 de novembro de 2008.
O Endeavour deveria ser lançado após a missão STS-125, que tem como meta reparos no telescópio espacial Hubble, mas problemas no sistema de transmissão de dados do telescópio espacial adiaram a missão para maio de 2009.

## Tripulação
| Posição                  | Astronauta                   | Duração          | Pousou na |
| ------------------------ | ---------------------------- | ---------------- | --------- |
| Comandante               | Christopher Ferguson         | 15d 20h 29m 27s  | STS-126   |
| Piloto                   | Eric Boe                     | 15d 20h 29m 27s  | STS-126   |
| Especialista de missão 1 | Stephen Bowen                | 15d 20h 29m 27s  | STS-126   |
| Especialista de missão 2 | Heidemarie Stefanyshyn-Piper | 15d 20h 29m 27s  | STS-126   |
| Especialista de missão 3 | Donald Pettit                | 15d 20h 29m 27s  | STS-126   |
| Especialista de missão 4 | Robert Kimbrough             | 15d 20h 29m 27s  | STS-126   |
| Engenheiro de voo 5      | Sandra Magnus                | 133d 18h 17m 47s | STS-119   |

### Trazido da ISS
| Posição           | Astronauta        | Duração          | Lançou na |
| ----------------- | ----------------- | ---------------- | --------- |
| Engenheiro de voo | Gregory Chamitoff | 183d 00h 22m 54s | STS-124   |

## Objetivos
A missão STS-126 teve como principal objetivo, por meio de quatro caminhadas espaciais, reparar e lubrificar a junta rotatória de um dos painéis solares da ISS, que estava travado a mais de um ano. Os astronautas também instalaram um novo banheiro no complexo espacial e duas novas cabines de dormir, além de equipar a cozinha com novos microondas, uma geladeira e um distribuidor de água, na academia bem como novos equipamentos especialmente adaptados para a gravidade zero. Foi instalado também sistema de reciclagem de água, de US$ 250 milhões, que transforma água suja e urina em água potável, o objetivo das mudanças é de capacitar a ISS para uma equipe permanente de seis pessoas, o dobro da atual.
A missão também trocou parte da tripulação da ISS, a engenheira de voo Sandra Magnus substitui o engenheiro de voo Gregory Chamitoff que retorna à Terra. Foi também será o último voo do módulo de suprimentos Leonardo.

## Dia a dia
15 de Novembro - Sábado

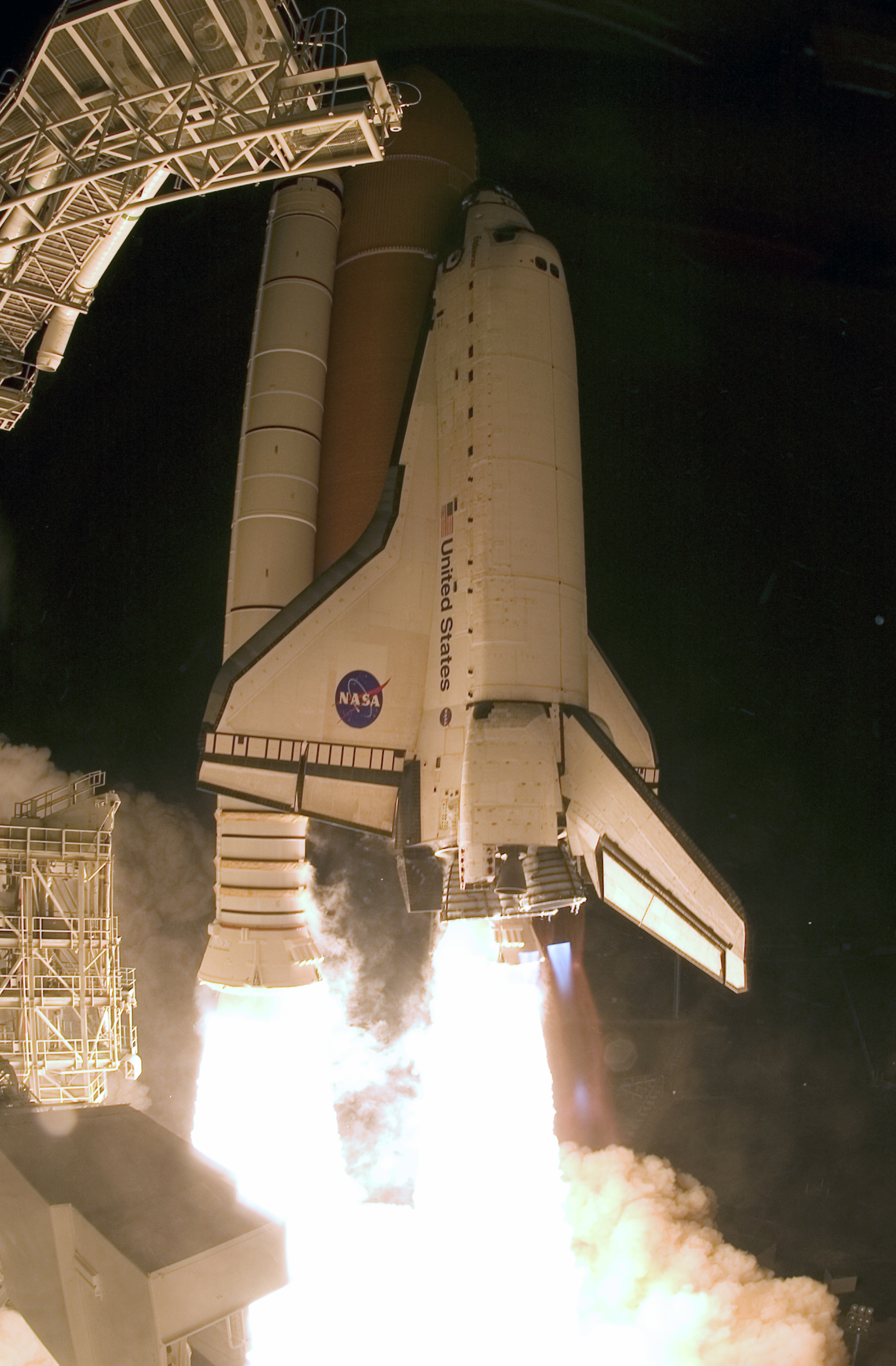
Lançamento do Endeavour

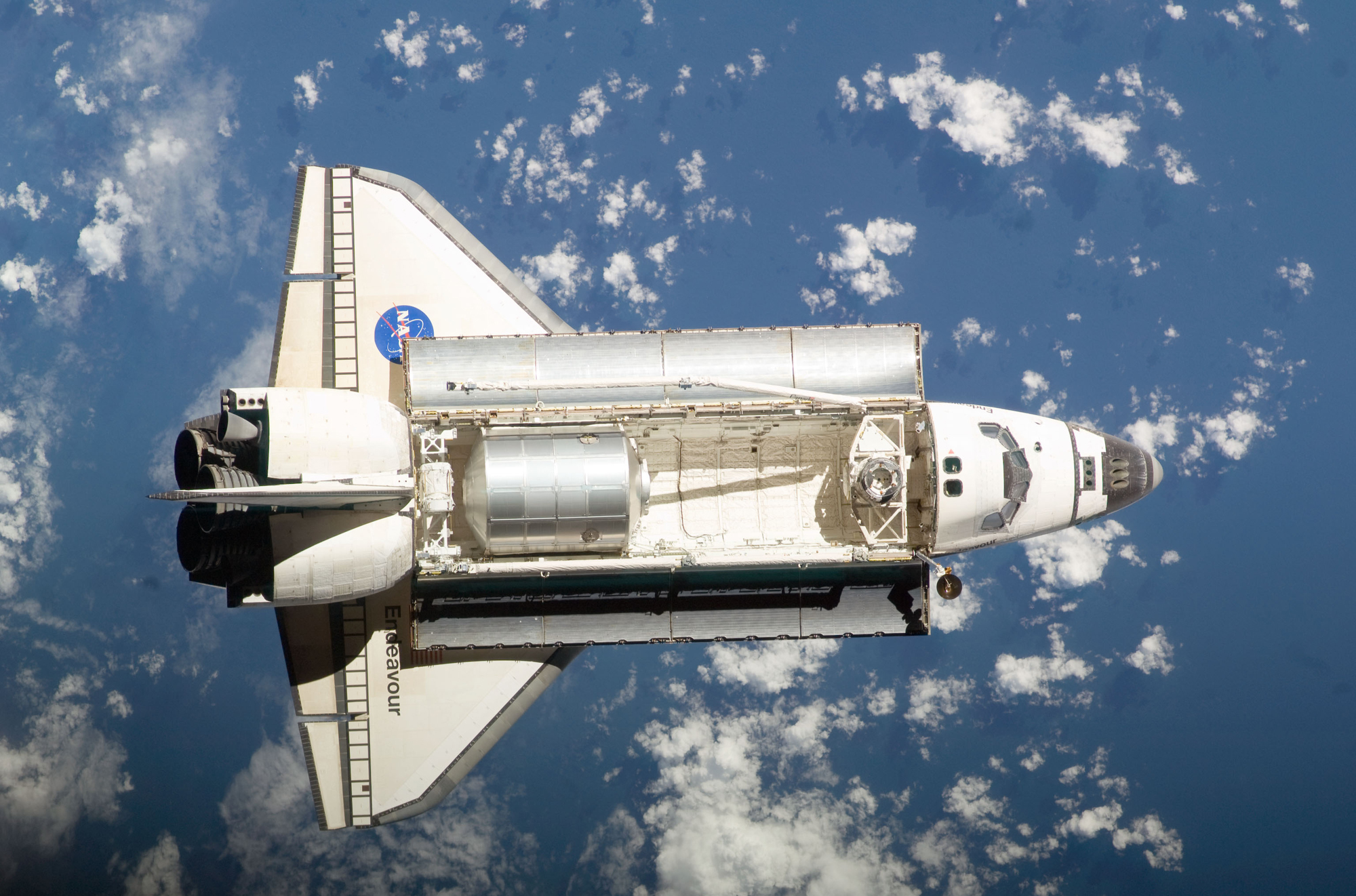
Endeavour se aproxima da ISS

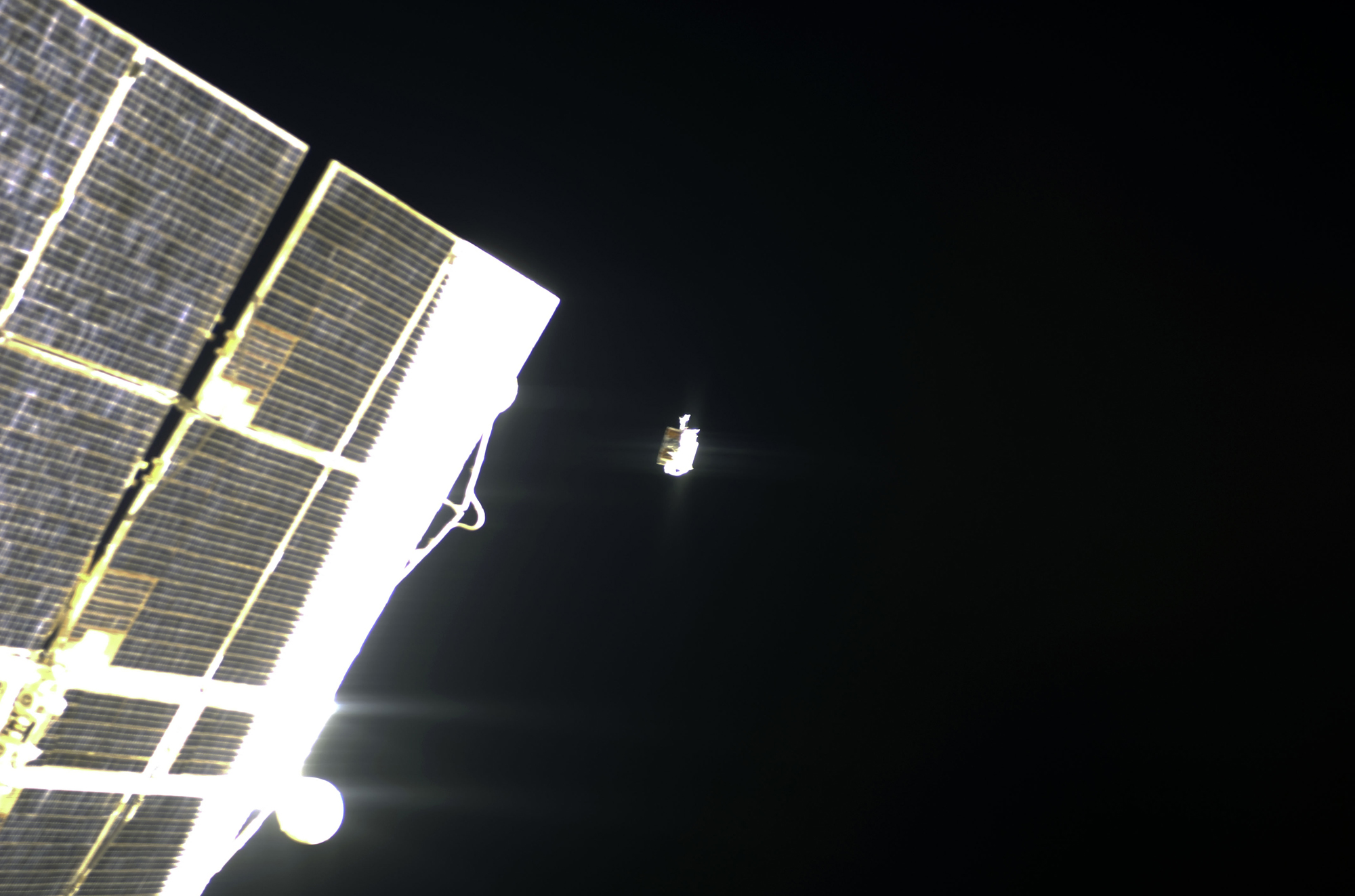
A bolsa de instrumentos perdida pela astronauta Heide Stefanyshyn-Pipe voa para longe da estação.

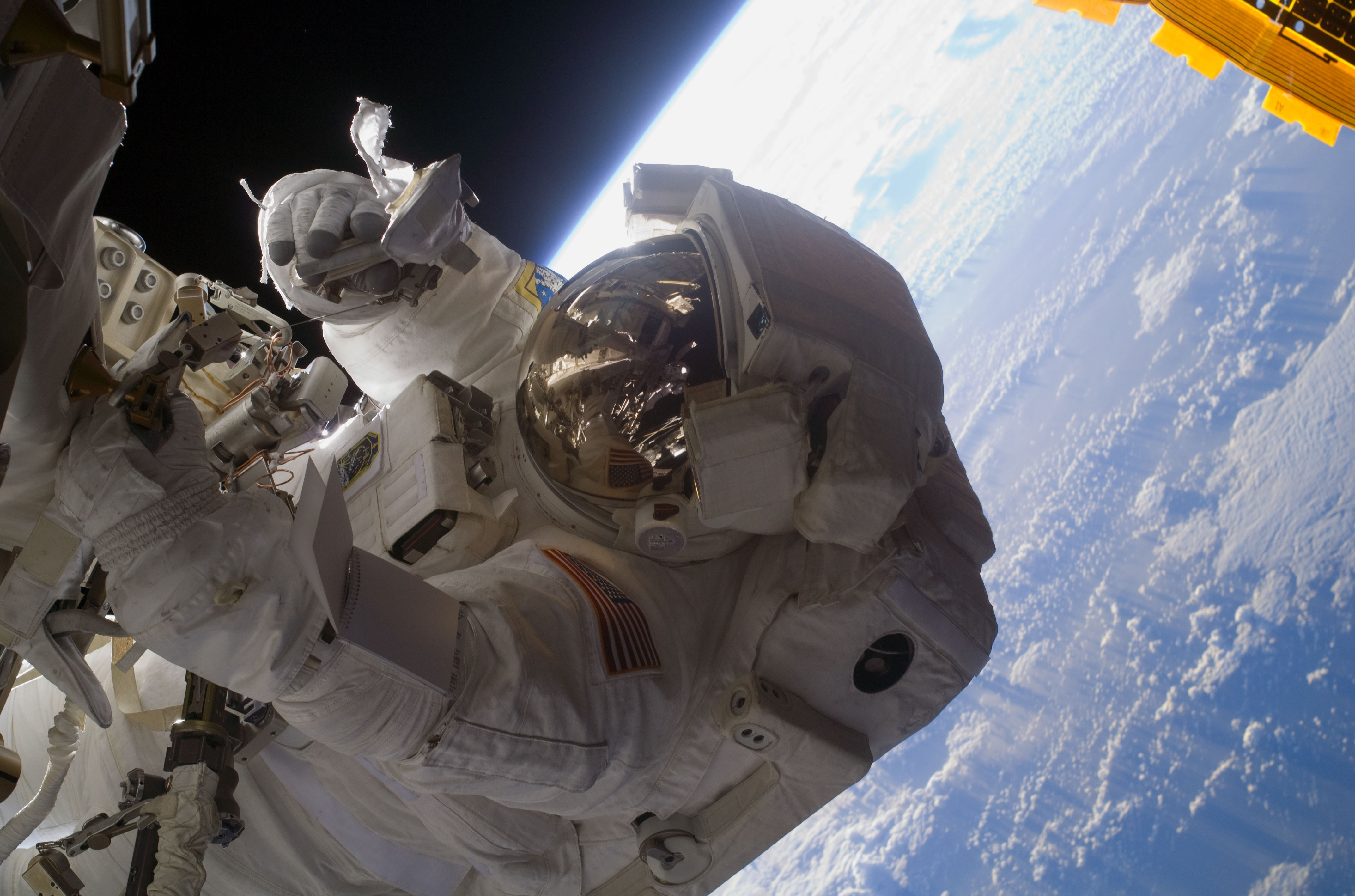
Bowen durante terceira EVA

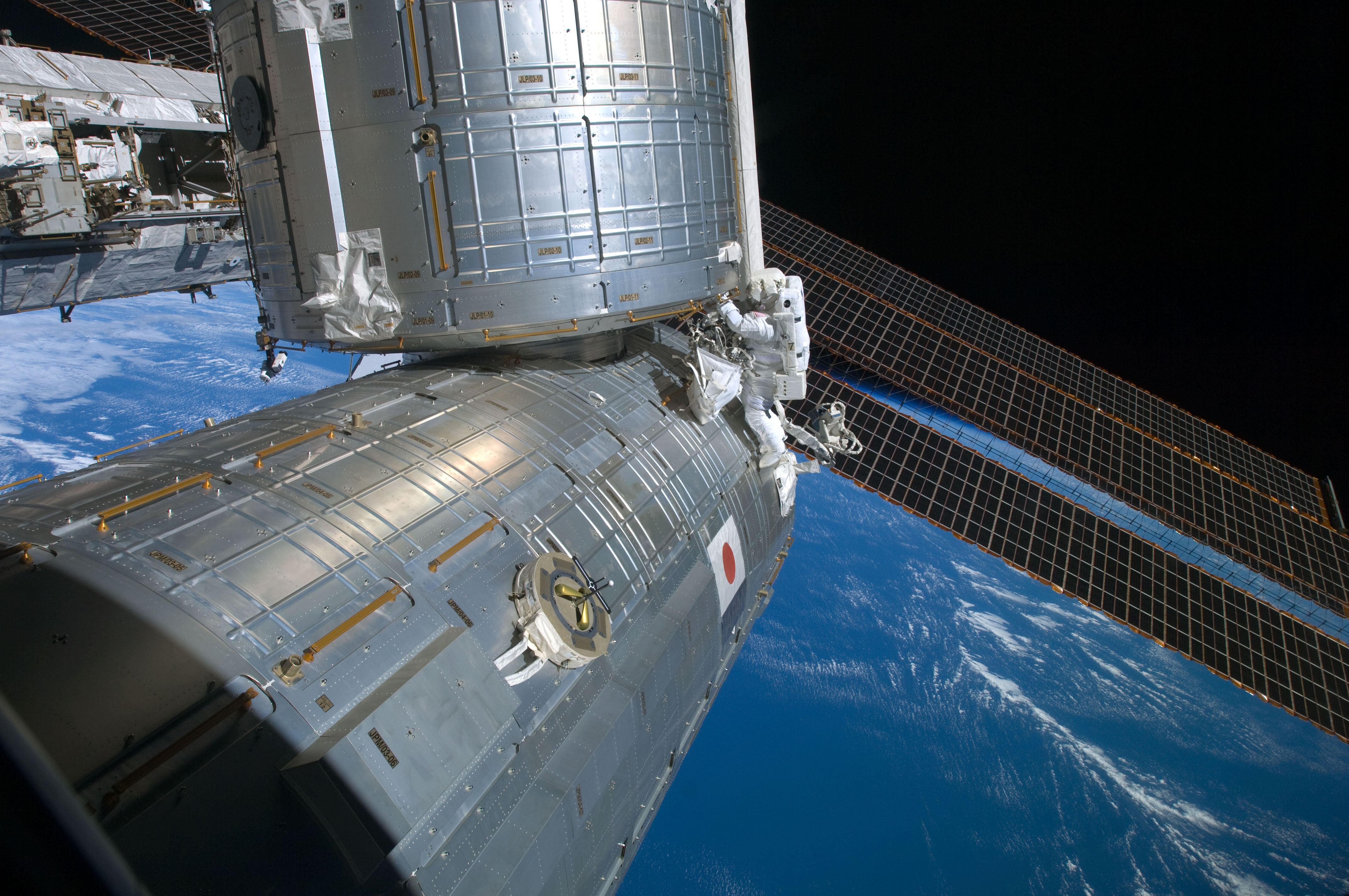
Bowen durante quarta EVA

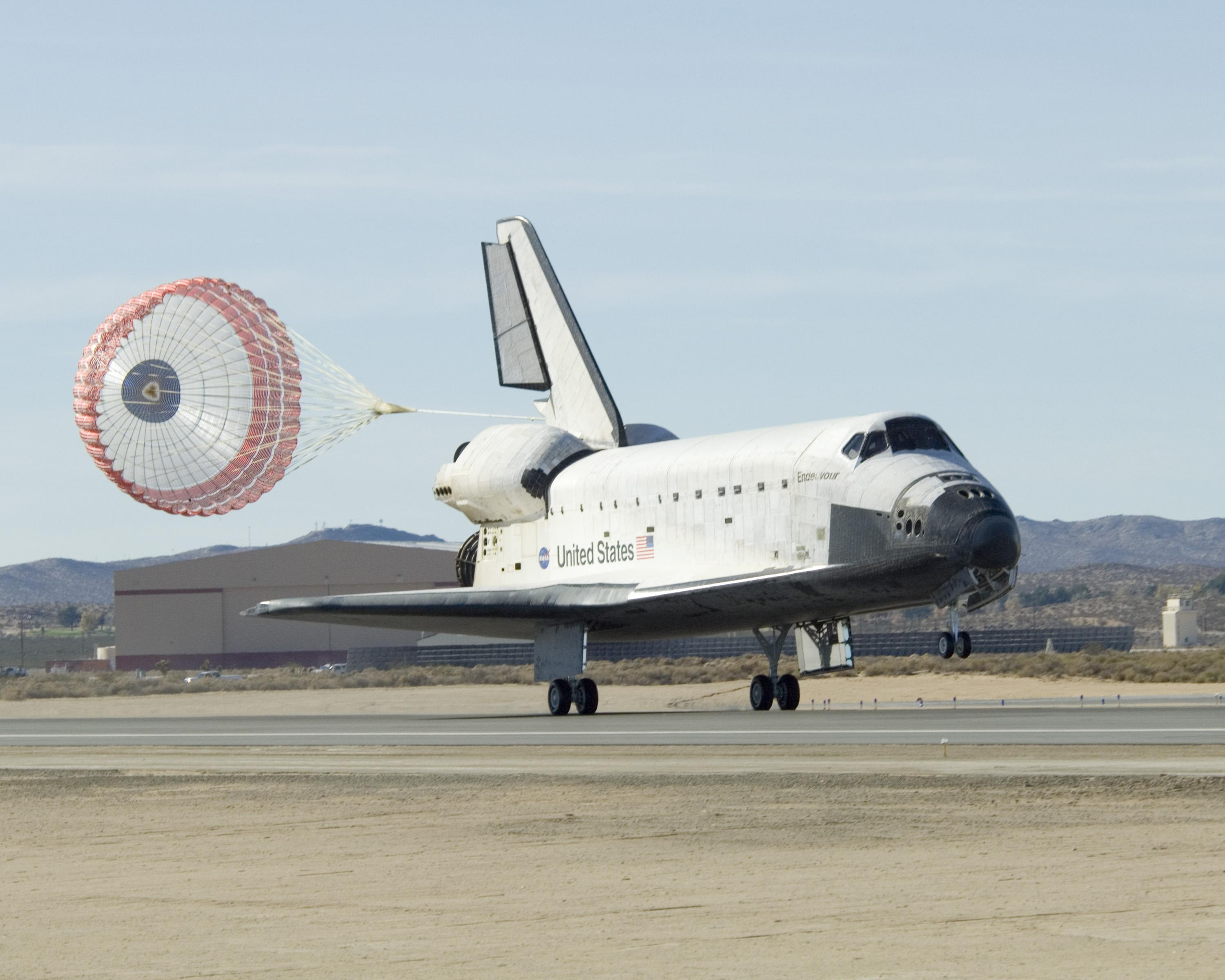
O Endeavour pousando na Base de Edwards na California.

O ônibus espacial Endeavour partiu com sucesso rumo à Estação Espacial Internacional, o céu estava limpo, pouco depois de se dissipar o mau tempo na região onde está localizado o Centro Espacial Kennedy, na Flórida. Este foi o 31º lançamento noturno de um ônibus espacial e o 22º voo do Endeavour. É realizado a checagem no escudo da espaçonave, feito com o braço robô do Endeavour.
16 de Novembro - Domingo
O ônibus espacial Endeavour se acoplou com sucesso à Estação Espacial Internacional às 22h01min UTC. Os astronautas iniciaram as revisões finais antes de abrirem as comportas, foram tiradas cerca de 300 fotografias do escudo térmico da nave para constatar que não sofreu danos importantes durante a partida.
17 de Novembro - Segunda-feira
O Módulo Logístico Leonardo é acoplado à Estação Espacial. A bordo do Leonardo estão os componentes que serão instalados no laboratório Destiny e no módulo Harmony da ISS, que são: um novo banheiro, duas novas cabines de dormir, mais equipamentos de ginástica, além de equipar a cozinha com novos microondas, uma geladeira e um novo dispositivo que pode reciclar líquidos, incluindo urina, em água potável, o sistema que destila, filtra, ioniza e oxida os líquidos vai "fazer com que o café de ontem seja o café de hoje", segundo os astronautas.
18 de Novembro - Terça-feira
Os astronautas Heide Stefanyshyn-Piper e Steve Bowen, realizaram a primeira caminhada espacial, que terminou apenas no início do dia seguinte após quase sete horas de trabalho. A caminhada acabou sendo marcada por um fato inusitado, a astronauta Heidemarie Stefanyshyn-Piper perdeu sua bolsa de ferramentas após a explosão de um aplicador de graxa, o acidente ocorreu quando ela tentava limpar e liberar uma junta emperrada na ISS.
A bolsa, que é do tamanho de uma mochila, foi um dos maiores objetos já perdidos no espaço, Heide teve que dividir o uso do material com Steve, já que o corrido se deu logo no início da operação, muita graxa teria se espalhado pela câmera de vídeo e pelas luvas da astronauta, que logo viu a bolsa escapar de suas mãos e voar para o infinito.
19 de Novembro - Quarta-feira
Os astronautas passaram o dia transferindo equipamentos e suprimentos do Endeavour e do Módulo Leonardo para a ISS, e deram início aos preparativos para a segunda caminha espacial.
20 de Novembro - Quinta-feira
Os astronautas Shane Kimbrough e Heidemarie Stefanyshyn-Piper realizaram a segunda caminhada espacial, que durou cerca de 6h45min e terminou apenas no começo do dia seguinte, 0h43min (UTC). Com o nível de dióxido de carbono mais alto do que o previsto, o alarme do traje espacial de Stefanyshyn-Piper disparou e acabou antecipando o fim da caminhada em alguns minutos.
Dentre as tarefas realizadas, uma foi inspecionar uma velha mancha em um cabo que passa energia e dados entre a estação e o carrinho, foi usado o braço robótico "Canadarm2" da ISS, operado pelos astronautas Sandra Magnus e Don Pettit de dentro do laboratório orbital. Os astronautas e cosmonautas comemoram o décimo ano da satelização do núcleo original da ISS, o módulo russo Zarya.
21 de Novembro - Sexta-feira
As tripulações do Endeavour e da ISS continuaram a transferência de equipamentos e suprimentos do Módulo Leonardo para a estação. Também fizeram os preparativos para a caminhada de sábado, que será realizada pelos astronautas Heide Stefanyshyn-Piper e Steve Bowen. Os testes com o novo sistema que recicla urina e outros liquidos em água potável foram interrompidos devido a um defeito no mecanismo da centrífuga, no aparelho de destilação, a NASA informou que as experiências serão retomadas assim que achar conveniente.
22 de Novembro - Sábado
Steve Bowen e Heide Stefanyshyn Piper realizaram a terceira caminhada espacial, dando continuidade à limpeza e lubrificação de peças de metal que prendem uma junta rotatória de painéis solares em boreste, dentre as principais tarefas uma foi substituir cinco das 12 peças que contornam a junta rotatória. Foram usados panos engordurados e uma pistola de graxa improvisada, em substituição do equipamento que se perdeu durante a segunda caminhada.
23 de Novembro - Domingo
Os astronautas passaram o dia trasferindo mais equipamentos e provisões à Estação Espacial Internacional, além de fazer todos os preparativos para a quarta e última caminhada espacial. O comandante da ISS, Michael Fincke, recebeu instruções da NASA para modificar a montagem de uma centrífuga no sistema que recicla urina e outros líquidos em água potável, para que assim tente resolver o persistente problema do equipamento.
24 de Novembro - Segunda-feira
A NASA adiou em um dia o retorno do ônibus espacial Endeavourpara que os astronautas possam ter mais tempo para consertar o equipamento que recicla líquidos, o objetivo é trazer amostras do material para a Terra a fim de pesquisar a qualidade do processo.
Steve Bowen e Shane Kimbrough realizaram à quarta e última caminha espacial que durou pouco mais de seis horas, dentre os principais trabalhos eles continuaram a lubrificação das juntas rotatórias dos painéis solares da ISS, além de reinstalar as cobertas térmicas que os protegem das mudanças extremas da temperatura espacial, também repararam um mecanismo que não tinha funcionado adequadamente em uma dessas juntas, além de recolher materiais que retornarão à Terra.
25 de Novembro - Terça-feira
A tripulação dedicou boa parte do dia para concluir a transferência do abastecimento. Também foi concluído o reparo do painel solar, e pela primeira vez em mais de um  ano, o painel foi alinhado ao sol para um teste para verificar se o concerto foi de fato efetivo.
26 de Novembro - Quarta-feira
O astronautas consertaram o problema que afetava o funcionamento do Sistema de Recuperação de Água, com modificações efetuadas domingo e segunda-feira, assim poderão trazer amostras para serem analisadas na Terra. Concluído o desembarque de carga entre as duas naves, o módulo Leonardo foi dasacoplado da ISS e posicionado no compartimento de carga do Endeavour, como primeiro passo para o retorno do ônibus espacial à Terra.
27 de Novembro - Quinta-feira
As tripulações do Endeavour e da ISS comemoram o dia de Ação de Graças e se preparam para a partida do ônibus espacial.
28 de Novembro - Sexta-feira
O ônibus espacial Endeavour se desacoplou da ISS e iniciou o retono à Terra. O piloto Eric Boe realizou uma manobra de 360 graus para que os tripulantes da ISS observassem e obtivessem imagens de toda a nave, visando detectar possíveis rupturas na cobertura térmica.
29 de Novembro - Sábado
Os astronautas do ônibus espacial Endeavour guardaram os equipamentos e testaram os sistemas de pouso, preparando-se para o retorno à Terra programado para domingo.
30 de Novembro - Domingo
O Endeavour pousou às 21h25 (UTC) na base da Força Aérea de Edwards, na Califórnia, após condições climáticas desfavoráveis terem cancelado o pouso do ônibus espacial no Centro Espacial John F. Kennedy.

## Caminhadas espaciais
| EVA # | Astronautas | Início (UTC)         | Fim (UTC)            | Duração             |
| ----- | --- | -------------------- | -------------------- | ------------------- |
| EVA 1 | Heidemarie Stefanyshyn-Piper Stephen Bowen | 18 de Novembro 18:09 | 19 de Novembro 01:01 | 6 horas, 52 minutos |
| EVA 1 | Transferir um tanque vazio nitrogênio para o compartimento de carga do ônibus espacial, remover uma cobertura sobre o isolamento externo do Kibo visando facilitar o mecanismo de atracação e iniciar limpeza e lubrificação do SARJ                                                                           |                      |                      |                     |
| EVA 2 | Stefanyshyn-Piper Robert Kimbrough | 20 de Novembro 17:58 | 21 de Novembro 00:43 | 6 horas, 45 minutos |
| EVA 2 | Continuar a limpeza e lubrificação do SARJ |                      |                      |                     |
| EVA 3 | Stefanyshyn-Piper Bowen | 22 de Novembro 18:01 | 23 de Novembro 00:58 | 6 horas, 57 minutos |
| EVA 3 | Continuar a limpeza e lubrificação do SARJ |                      |                      |                     |
| EVA 4 | Bowen Kimbrough | 24 de Novembro 18:24 | 25 de Novembro 00:31 | 6 horas, 7 minutos  |
| EVA 4 | Lubrificar o SARJ, instalar câmaras de vídeo, voltar a instalar a cobertura isolante do Kibo facilitando o mecanismo de atracação externo. instalação de corrimões espaciais no Kibo, posicionamento Global por Satélite (GPS) antenas, fotografar radiadores, e fotografar escova sistema de cabos umbilicais |                      |                      |                     |

## Hora de acordar
No que se tornou uma tradição nas missões espaciais, é tocada uma música no começo de cada dia, escolhida especialmente por terem uma ligação com algum tripulante ou mesmo com a situação de momento:
- Dia 2: "Shelter" de Xavier Rudd, tocada para Chris Ferguson. WAV MP3 TRANSCRIPT
- Dia 3: "Start Me Up" dos The Rolling Stones, tocada para Sandra Magnus. WAV MP3 TRANSCRIPT
- Dia 4: "London Calling" dos The Clash, tocada para Steve Bowen. WAV MP3 TRANSCRIPT
- Dia 5: "City of Blinding Lights" do U2, tocada para Robert Kimbrough. WAV MP3 TRANSCRIPT
- Dia 6: "Fanfare for the Common Man" de Aaron Copeland, tocada para Eric Boe. WAV TRANSCRIPT
- Dia 7: "Summertime" de Bandella, tocada para Don Petit. WAV MP3 TRANSCRIPT
- Dia 8: "Unharness Your Horses, Boys" de The Ukrainians, tocada para Heidemarie Stefanyshyn-Piper. WAV MP3 TRANSCRIPT
- Dia 9: "You Are Here" de Dutton, tocada para Robert Kimbrough. WAV MP3[ligação inativa] TRANSCRIPT
- Dia 10: "Can't Take My Eyes Off You" de Frankie Valli, tocada para Chris Ferguson. WAV MP3 TRANSCRIPT
- Dia 11: "Can’t Stop Loving You" do Van Halen, tocada para Stefanyshyn-Piper. WAV MP3 TRANSCRIPT
- Dia 12: "Fever" de Bandella, tocada para Pettit. WAV MP3 TRANSCRIPT
- Dia 13: "North Sea Oil" de Jethro Tull, tocada para Bowen. WAV MP3 TRANSCRIPT
- Dia 14: "Hold on Tight" da Electric Light Orchestra, tocada para Stefanyshyn-Piper. WAV MP3 TRANSCRIPT
- Dia 15: "In the Meantime" de Spacehog, tocada para Boe. WAV MP3 TRANSCRIPT
- Dia 16: "Twinkle Twinkle Little Star"  tocada para Gregory Chamitoff. WAV MP3 TRANSCRIPT
- Dia 17: "Gonna Fly Now" de Bill Conti, tocada para Ferguson. WAV MP3 TRANSCRIPT